# روزینو (استان خاسکوو)
روزینو (به بلغاری: Rozino) یک منطقهٔ مسکونی در بلغارستان است که در ایوالوفگراد واقع شده‌است.